# Michael Balcon
Pour les articles homonymes, voir Balcon (homonymie).
Michael Balcon est un producteur de cinéma britannique, né le 19 mai 1896 à Birmingham et mort le 17 octobre 1977 à Hartfield.

## Biographie
Michael Balcon est notamment connu pour avoir été le producteur des premiers films d'Alfred Hitchcock.
Sa fille est l'actrice Jill Balcon, qui a épousé le poète Cecil Day-Lewis. Ils ont eu pour fils l'acteur Daniel Day-Lewis, petit-fils de Michael Balcon. Son épouse est décédée en 1988.

## Filmographie

### Années 1920
- 1923 : La Danseuse blessée (Woman to Woman), de Graham Cutts
- 1923 : L'Ombre blanche (The White Shadow), de Graham Cutts
- 1924 : The Prude's Fall, de Graham Cutts
- 1924 : Abnégation (The Passionate Adventure), de Graham Cutts
- 1925 : A Typical Budget
- 1925 : So This Is Jollygood
- 1925 : The Rat
- 1925 : Cut It Out
- 1925 : The Blunderland of Big Game
- 1925 : Battling Bruisers
- 1925 : Le Voyou (Die Prinzessin und der Geiger), de Graham Cutts
- 1925 : Le Jardin du plaisir (The Pleasure Garden)
- 1926 : The Sea Urchin
- 1926 : The Mountain Eagle
- 1926 : The Triumph of the Rat
- 1927 : Les Cheveux d'or (The Lodger)
- 1927 : Après la guerre (Blighty) d'Adrian Brunel
- 1927 : The Queen Was in the Parlour
- 1927 : Downhill
- 1927 : Der Geisterzug
- 1927 : One of the Best
- 1928 : The Light Woman
- 1928 : The Constant Nymph
- 1928 : Le passé ne meurt pas (Easy Virtue)
- 1928 : The Vortex
- 1928 : The Rolling Road
- 1928 : Balaclava
- 1928 : The First Born
- 1929 : The Return of the Rat
- 1929 : Just for a Song
- 1929 : The Crooked Billet
- 1929 : Taxi for Two
- 1929 : City of Play

### Années 1930
- 1930 : A Warm Corner
- 1930 : The Walsh Brothers
- 1930 : The Volga Singers
- 1930 : Toyland
- 1930 : Third Time Lucky
- 1930 : Pete Mandell and His Rhythm Masters No. 2
- 1930 : Pete Mandell and His Rhythm Masters No. 1
- 1930 : Martini and His Band No. 2
- 1930 : Martini and His Band No. 1
- 1930 : Lewis Hardcastle's Dusky Syncopaters
- 1930 : Hal Swain and His Sax-O-Five
- 1930 : Gypsy Land
- 1930 : George Mozart in Domestic Troubles
- 1930 : Ena Reiss
- 1930 : Elsie Percival and Ray Raymond
- 1930 : Dusky Melodies
- 1930 : Dick Henderson
- 1930 : Classic v Jazz
- 1930 : The Blue Boys No. 2
- 1930 : The Blue Boys No. 1
- 1930 : Black and White
- 1930 : Billie Barnes
- 1930 : Ashes
- 1930 : Al Fresco
- 1930 : Symphony in Two Flats
- 1931 : Who Killed Doc Robin?
- 1931 : Wee Hoose Among the Heather
- 1931 : Tobermory
- 1931 : The Stronger Sex
- 1931 : Somebody's Waiting for Me
- 1931 : She Is Ma Daisy
- 1931 : The Saftest of the Family
- 1931 : Roaming in the Gloaming
- 1931 : Nanny
- 1931 : I Love to Be a Sailor
- 1931 : I Love a Lassie
- 1931 : Hot Heir
- 1931 : Bull Rushes
- 1931 : The Ringer
- 1931 : Aroma of the South Seas
- 1931 : Night in Montmartre
- 1931 : The Man They Couldn't Arrest
- 1931 : The Ghost Train
- 1931 : Hindle Wakes
- 1931 : Michael and Mary
- 1931 : Dr. Josser, K.C.
- 1931 : Sunshine Susie
- 1931 : A Gentleman of Paris (en)
- 1932 : The Midshipmaid
- 1932 : Marry Me
- 1932 : Love on Wheels
- 1932 : Lord Babs
- 1932 : The Frightened Lady
- 1932 : Le Chien des Baskerville (The Hound of the Baskervilles)
- 1932 : White Face
- 1932 : The Faithful Heart
- 1932 : Jack's the Boy
- 1932 : There Goes the Bride
- 1932 : Rome Express
- 1932 : After the Ball
- 1933 : Orders Is Orders
- 1933 : The Man from Toronto
- 1933 : Leave It to Smith
- 1933 : It's a Boy
- 1933 : Britannia of Billingsgate
- 1933 : The Good Companions
- 1933 : Sleeping Car
- 1933 : Le Fantôme vivant (The Ghoul)
- 1933 : J'étais une espionne (I Was a Spy)
- 1933 : Turkey Time
- 1933 : The Constant Nymph
- 1934 : Wild Boy
- 1934 : L'Homme qui en savait trop (The Man Who Knew Too Much)
- 1934 : Le Clairvoyant (The Clairvoyant)
- 1934 : Jack Ahoy
- 1934 : Princess Charming (en)
- 1934 : L'Homme d'Aran (Man of Aran)
- 1934 : Toujours vingt ans (Evergreen) de Victor Saville
- 1934 : Soldiers of the King
- 1934 : A Cup of Kindness
- 1934 : Chu-Chin-Chow
- 1934 : Red Ensign
- 1934 : My Song for You
- 1934 : Le Juif Süss (Jew Süss) de Lothar Mendes
- 1934 : The Camels Are Coming
- 1934 : The Iron Duke
- 1935 : Things Are Looking Up
- 1935 : Oh, Daddy! de Graham Cutts et Austin Melford
- 1935 : Lady in Danger
- 1935 : The Guv'nor
- 1935 : Foreign Affaires
- 1935 : Car of Dreams
- 1935 : Bulldog Jack
- 1935 : Brown on Resolution
- 1935 : Les 39 marches (The 39 Steps)
- 1935 : Me and Marlborough
- 1935 : The Tunnel (en)
- 1935 : First a Girl
- 1935 : King of the Damned
- 1936 : Rhythm in the Air
- 1936 : All In
- 1936 : The First Offence
- 1936 : Marie Tudor (Tudor Rose)
- 1936 : Pot Luck
- 1936 : Quatre de l'espionnage (Secret Agent)
- 1936 : Where There's a Will (film, 1936) (en)
- 1936 : Cerveaux de rechange (The Man Who Changed His Mind)
- 1936 : Everybody Dance
- 1936 : Agent secret (Sabotage)
- 1936 : Jack of All Trades
- 1936 : Windbag the Sailor
- 1937 : Take My Tip
- 1937 : Doctor Syn
- 1938 : Sailing Along
- 1938 : Vive les étudiants (A Yank at Oxford) de Jack Conway
- 1938 : The Gaunt Stranger
- 1938 : La Grande Escalade (Climbing High) de Carol Reed
- 1938 : The Ware Case
- 1939 : Happy Families
- 1939 : Let's Be Famous
- 1939 : There Ain't No Justice de Pen Tennyson (en)

### Années 1940
- 1940 : Dangerous Comment
- 1940 : All Hands
- 1940 : The Big Blockade de Charles Frend
- 1940 : Now You're Talking
- 1940 : The Proud Valley (en)
- 1940 : Georges se débrouille (Let George Do It!) de Marcel Varnel
- 1940 : Convoy
- 1940 : Sailors Three
- 1941 : The Ghost of St. Michael's de Marcel Varnel
- 1942 : Go to Blazes
- 1942 : Ships with Wings
- 1942 : The Black Sheep of Whitehall
- 1942 : The Next of Kin
- 1942 : The Foreman Went to France
- 1942 : The Goose Steps Out
- 1942 : Went the Day Well?
- 1943 : Nine Men
- 1943 : The Bells Go Down
- 1943 : Undercover
- 1943 : My Learned Friend
- 1943 : Le Navire en feu (San Demetrio London)
- 1944 : L'Auberge fantôme (The Halfway House) de Basil Dearden
- 1944 : For Those in Peril
- 1944 : Fiddlers Three
- 1944 : Champagne Charlie
- 1945 : The Return of the Vikings
- 1945 : Painted Boats
- 1945 : Au cœur de la nuit (Dead of Night)
- 1945 : Johnny Frenchman
- 1946 : Pink String and Sealing Wax
- 1946 : J'étais un prisonnier (The Captive Heart)
- 1946 : La route est ouverte (The Overlanders) de Harry Watt
- 1947 : À cor et à cri (Hue and Cry)
- 1947 : Nicholas Nickleby (en)
- 1947 : Les Amours de Joanna Godden (The Loves of Joanna Godden), de Charles Frend
- 1947 : Frieda
- 1947 : Il pleut toujours le dimanche (It Always Rains on Sunday)
- 1948 : Les Guerriers dans l'ombre (Against the Wind)
- 1948 : Sarabande (Saraband for Dead Lovers)
- 1948 : Another Shore
- 1948 : L'Épopée du capitaine Scott (Scott of the Antarctic) de Charles Frend
- 1949 : Passeport pour Pimlico (Passport to Pimlico)
- 1949 : Noblesse oblige (Kind Hearts and Coronets)
- 1949 : Whisky Galore!
- 1949 : Le Train du destin (Train of Events) de Sidney Cole, Charles Crichton et Basil Dearden
- 1949 : A Run for Your Money

### Années 1950 et après
- 1950 : La Lampe bleue (The Blue Lamp)
- 1950 : Bitter Springs
- 1950 : La Cage d'or (Cage of Gold)
- 1950 : L'Aimant (The Magnet)
- 1951 : Les Trafiquants du Dunbar (Pool of London)
- 1951 : De l'or en barre (The Lavender Hill Mob) de Charles Crichton
- 1951 : L'Homme au complet blanc (The Man in the White Suit)
- 1951 : Quand les vautours ne volent plus (Where No Vultures Fly)
- 1952 : La Merveilleuse Histoire de Mandy (Mandy)
- 1953 : La Mer cruelle (The Cruel Sea)
- 1953 : The Titfield Thunderbolt
- 1953 : The Square Ring
- 1953 : ''Meet Mr. Lucifer
- 1954 : La Loterie de l'amour (The Love Lottery)
- 1954 : The Maggie
- 1954 : Lease of Life
- 1954 : Les Hommes ne comprendront jamais (The Divided Heart)
- 1955 : Out of the Clouds
- 1955 : The Night My Number Came Up
- 1955 : Tueurs de dames (The Ladykillers)
- 1956 : Un détective très privé
- 1956 : The Feminine Touch
- 1956 : S.O.S Scotland Yard (The Long Arm)
- 1957 : Flammes dans le ciel (The Man in the Sky)
- 1957 : The Shiralee
- 1957 : Il était un petit navire (Barnacle Bill)
- 1958 : Dunkerque (Dunkirk)
- 1958 : Le Criminel aux abois (Nowhere to Go) de Seth Holt et Basil Dearden
- 1959 : L'Île des réprouvés (The Siege of Pinchgut)
- 1959 : Le Bouc émissaire (The Scapegoat)
- 1961 : La Patrouille égarée (The Long and the Short and the Tall)
- 1963 : Tom Jones : de l'alcôve à la potence (Tom Jones) de Tony Richardson

## Distinctions
- Chevalier commandeur de l'Ordre de l'Empire britannique, Royaume-Uni (1948)[2]